# معركة سيميتار هيل
معركة سيميتار هيل ( بالتركية : Yusufçuk Tepe Muharebesi ، هي معركة بين الدولة العثمانية وبريطانيا وهي الهجوم النهائي الذي شنته القوات البريطانية في سوفلا أثناء حملة غاليبولي في الحرب العالمية الأولى، وتعد المعركة أيضًا أكبر هجوم أستمر ليوم واحد على الإطلاق قامت به قوات الحلفاء في جاليبولي ، حيث شارك بالمعركة ثلاثة فرق بريطانية وكان الغرض من الهجوم هو إزالة التهديد العثماني المباشر علي منطقة إنزال سوفلا المكشوف والربط بين القطاعات العسكرية لقوات الحلفاء (القوات البريطانية) مع الفيلق الأسترالي النيوزلندي في الجنوب، وقعت المعركة في 21 أغسطس 1915 ، بالتزامن مع الهجوم على التل 60 ، وكان هءا الهجوم مكلفًا، حيث استدعي العثمانيون جميع احتياطياتهم العسكرية للمشاركة في «قتال عنيف ودامي» حتى وقت متأخر من الليل، حيث فقد العثمانيون عدد من الخنادق قبل ان يسعيدوها مرة أخري . 

## بعد المعركة

### الإصابات
في يوم واحد من القتال تكبد البريطانيون نحو 5300 بين قتيل وجريح من بين 14300 جندي شاركوا بالقتال . 

## روابط خارجية
- معركة سيميتار هيل في Firstworldwar.com